# Glyn Allen
Glyn Allen (ur. 14 marca 1874 w Gibraltarze, zm. 4 stycznia 1949 w Liverpoolu) – irlandzki rugbysta, reprezentant kraju.
W latach 1896–1899 rozegrał w ramach Home Nations Championship dziewięć spotkań dla irlandzkiej reprezentacji zdobywając z przyłożenia trzy punkty.